# Moulin Rouge (1952)
Moulin Rouge (bra/prt: Moulin Rouge) é um filme britânico de 1952, do gênero drama biográfico, dirigido por John Huston, e estrelado por José Ferrer e Zsa Zsa Gabor. Foi produzido por Huston e James Woolf, ambos da Romulus Films, e distribuído pela United Artists. O filme conta a história de vida do artista francês Henri de Toulouse-Lautrec, e mostra a subcultura boêmia de Paris em torno do cabaré Moulin Rouge. A produção foi adaptada do livro homônimo de 1950, de Pierre La Mure.
Em 2001, foi lançado "Moulin Rouge!", que, apesar do nome, não é uma refilmagem do filme.

## Sinopse

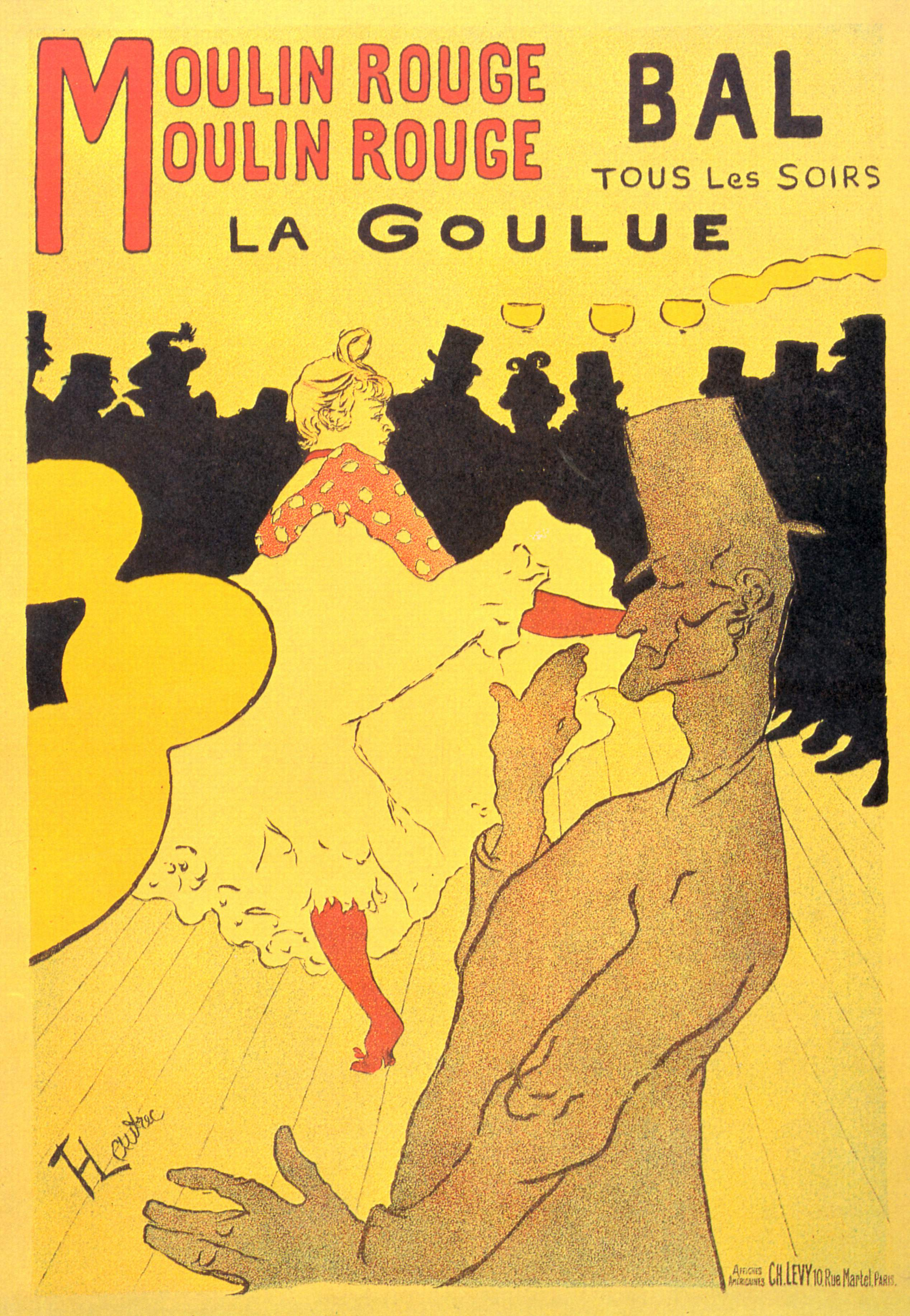
O famoso cartaz de 1891, mostrando os dançarinos La Goulue e Valentin le Désossé.

Em 1890, em Paris, no popular cabaré Moulin Rouge, o jovem artista de família nobre Henri de Toulouse-Lautrec (José Ferrer) bebe uma garrafa de conhaque e esboça desenhos das dançarinas que se apresentam. Ele é amigo de frequentadores habituais e artistas da casa, tais como a cantora Jane Avril (Zsa Zsa Gabor), das dançarinas rivais La Goulue (Katherine Kath), e a argelina Aicha (Muriel Smith), que constatemente brigam, além do proprietário Maurice Joyant (Lee Montague). Joyant faz a proposta de um mês de bebidas grátis para Henri em troca da encomenda de um cartaz publicitário. Henri espera todos os frequentadores saírem da casa antes que ele também saia, pois não quer que as outras pessoas vejam suas pernas, deformadas por um acidente na infância. Ao se dirigir para o seu apartamento em Montmartre, Henri encontra a prostituta Marie Charlet (Colette Marchand), e os dois iniciam um romance. Henri prepara o cartaz que lhe fora encomendado como uma litografia que, apesar de causar estranheza ao proprietário, é aceito.
O cartaz publicitário se torna uma sensação e a casa fica famosa, mudando o nível dos frequentadores e afastando os antigos artistas e dançarinas. Mas Henri acaba descobrindo a traição de Marie e se afunda no alcoolismo, até que, em 1900, conhece a modelo Myriamme Hyam (Suzanne Flon) na Ponte do Rio Sena. Myriamme é sofisticada e grande admiradora do trabalho de Henri, e assim os dois tornam-se amigos. Apesar da forte relação, Henri continua a beber e sua solidão aumenta cada vez mais, mesmo com o reconhecimento ainda em vida da qualidade de suas pinturas.

## Elenco
- José Ferrer como Henri de Toulouse-Lautrec / Conde Alphonse de Toulouse-Lautrec
- Zsa Zsa Gabor como Jane Avril
- Colette Marchand como Marie Charlet
- Suzanne Flon como Myriamme Hyam
- Claude Nollier como Condessa Adele de Toulouse-Lautrec
- Katherine Kath como La Goulue
- Muriel Smith como Aicha
- Mary Clare como Madame Louet
- Lee Montague como Maurice Joyant
- Walter Crisham como Valentin le Désossé
- Theodore Bikel como Rei Milão IV da Sérvia
- Peter Cushing como Marcel de la Voisier
- Christopher Lee como Georges Seurat
- Michael Balfour como Dodo
- Eric Pohlmann como Picard

## Produção
No filme, Ferrer interpreta Henri e seu pai, o Conde Alphonse de Toulouse-Lautrec. Transformar Ferrer em Henri exigia o uso de plataformas, além de ângulos especiais da câmera, maquiagem e figurinos. Dublês também foram utilizados a curto prazo. Além disso, Ferrer usou um conjunto de joelheiras de sua própria escolha, permitindo que conseguisse andar apenas de joelhos. Ele recebeu muitos elogios não apenas por sua atuação, mas por sua disposição de ficar com as pernas amarradas de tal maneira, simplesmente para desempenhar um papel.
Foi relatado que John Huston pediu ao diretor de fotografia Oswald Morris para renderizar o esquema de cores do filme a fim de parecer "como se Toulouse-Lautrec o tivesse dirigido". "Moulin Rouge" foi filmado em três fitas de Technicolor. A impressão de projeção das cores foi criada por transferência de corante em três matrizes de cores primárias. Isso permitiu grande flexibilidade no controle da densidade, contraste e saturação da impressão. Huston pediu uma paleta suave em vez das cores espalhafatosas pelas quais o "glorioso Technicolor" era conhecido. A empresa estava relutante em realizar o pedido.
O filme foi gravado nos Estúdios Shepperton, em Shepperton, Surrey, na Inglaterra, com locações em Londres e Paris.

## Recepção
Durante seu primeiro ano de lançamento, o filme lucrou £ 205.453 nos cinemas britânicos, e arrecadou US$ 9 milhões nas bilheterias estadunidenses.
De acordo com a National Film Finance Corporation, o filme teve um ótimo retorno lucrativo.
Ferrer recebeu 40 por cento dos rendimentos do filme, bem como outros direitos. Essa remuneração deu origem a um importante caso tributário do Segundo Circuito dos EUA, Comissário vs. Ferrer (1962), no qual Ferrer argumentou que foi altamente taxado.

## Prêmios e indicações
| Ano  | Cerimônia                           | Categoria                        | Indicado                      | Resultado |
| ---- | ----------------------------------- | -------------------------------- | ----------------------------- | --------- |
| 1953 | Globo de Ouro                       | Melhor atriz revelação           | Colette Marchand              | Venceu    |
| 1953 | Oscar                               | Melhor filme                     | Melhor filme                  | Indicado  |
| 1953 | Oscar                               | Melhor diretor                   | John Huston                   | Indicado  |
| 1953 | Oscar                               | Melhor ator                      | José Ferrer                   | Indicado  |
| 1953 | Oscar                               | Melhor atriz coadjuvante         | Colette Marchand              | Indicado  |
| 1953 | Oscar                               | Melhor direção de arte colorida  | Paul Sheriff & Marcel Vertès  | Venceu    |
| 1953 | Oscar                               | Melhor figurino colorido         | Marcel Vertès                 | Venceu    |
| 1953 | Oscar                               | Melhor edição                    | Ralph Kemplen                 | Indicado  |
| 1953 | British Society of Cinematographers | Melhor cinematografia            | Oswald Morris                 | Venceu    |
| 1953 | National Board of Review            | Melhor filme estrangeiro         | Melhor filme estrangeiro      | 2.º Lugar |
| 1953 | Festival de Cinema de Veneza        | Leão de Ouro                     | John Huston                   | Indicado  |
| 1953 | Festival de Cinema de Veneza        | Leão de Prata                    | John Huston                   | Venceu    |
| 1953 | Writers Guild of America            | Melhor drama escrito             | Anthony Veiller & John Huston | Indicado  |
| 1954 | Prêmios BAFTA                       | Melhor filme                     | Melhor filme                  | Indicado  |
| 1954 | Prêmios BAFTA                       | Melhor filme britânico           |                               | Indicado  |
| 1954 | Prêmios BAFTA                       | Melhor ator ou atriz em ascenção | Colette Marchand              | Indicado  |

O filme não foi nomeado por sua cinematografia colorida, que muitos críticos acharam notáveis. Leonard Maltin, em seu guia anual de filmes e vídeos declarou: "Se você não consegue entender isso em cores, pule".
Em uma entrevista logo após a estreia de sua versão cinematográfica de sucesso de "Cabaret", Bob Fosse reconheceu as filmagens de John Huston em "Moulin Rouge" como sendo muito influentes em seu próprio estilo de filme.
A música tema do filme tornou-se muito conhecida e chegou às paradas musicais da indústria fonográfica.

## Restauração digital
O filme foi restaurado digitalmente pela FotoKem para estreia em Blu-ray. A restauração digital quadro a quadro foi feita pela Prasad Corporation removendo sujeira, rasgos, arranhões e outros defeitos. Em abril de 2019, uma versão restaurada do filme da The Film Foundation, Park Circus, Romulus Films, e MGM foi selecionada para ser exibida na seção de filmes clássicos no Festival de Cinema de Cannes, em 2019.